# چاه مشاع اسلام‌آباد ۲
چاه مشاع اسلام‌آباد ۲ یک منطقهٔ مسکونی در ایران است که در دهستان گلستان (گرمه) واقع شده‌است.